# Pangermanizm
     Niemcy
     Anglicy
     Skandynawowie

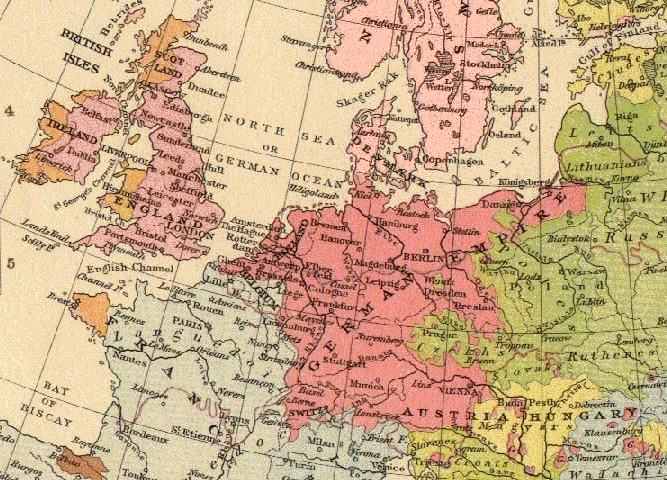
Etnograficzna mapa Europy z The Times Atlas (1896), gdzie germańskie grupy etniczne są przedstawione w odcieniach różu:
Niemcy
Anglicy
Skandynawowie

Pangermanizm (niem. Pangermanismus, Alldeutschtum) – nacjonalistyczna idea i ruch polityczny, powstałe na przełomie XIX i XX wieku, stawiający sobie za cel zjednoczenie w jednym państwie wszystkich ludów pochodzenia germańskiego. Pod koniec XIX w. stała się częścią niemieckiego ekspansjonizmu.

## Historia i charakterystyka

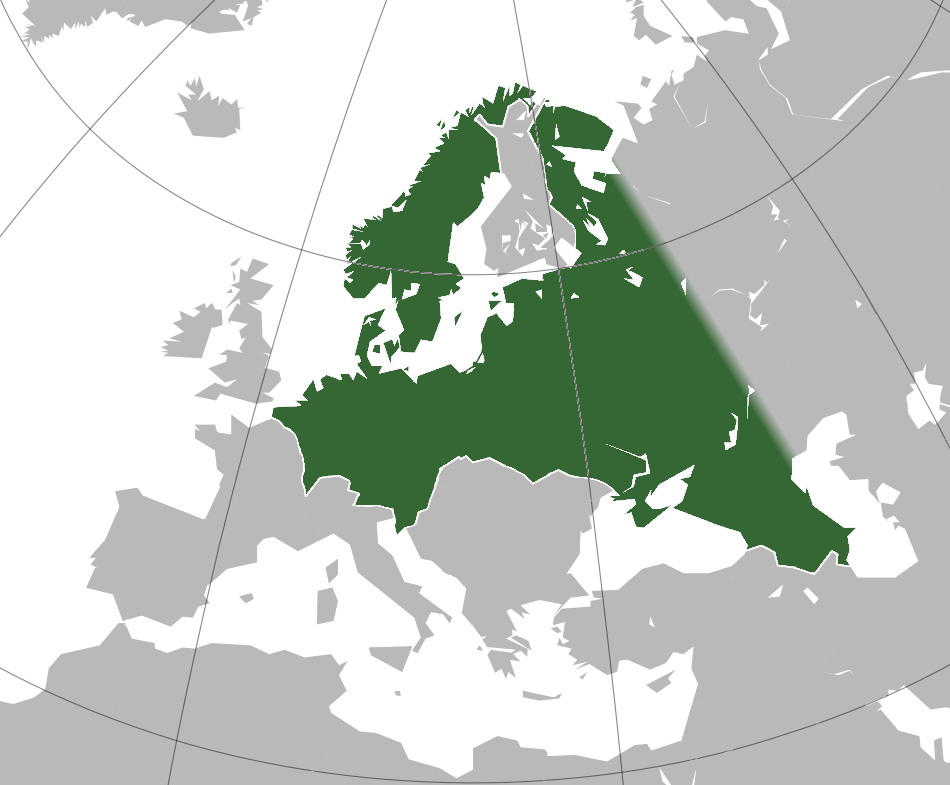
Mapa planowanej ekspansji Wielkiej Rzeszy Niemieckiej w ramach Generalnego Planu Wschód

Pangermanizm pojawił się w odpowiedzi na rozbicie niemieckojęzycznych ludów na wiele drobnych państw. Wiązał się z dążeniem do utworzenia jednego państwa niemieckiego, które oparte by było na podstawie etnicznej. Dążenia te prowadziły do zjednoczenia Niemiec i powstania Cesarstwa Niemieckiego w 1871.
Jednocześnie jednak pojawiła się idea, że naród niemiecki posiada wyjątkowe cechy i powinien być narodem panującym czy hegemonicznym w Europie, lub nawet na całym świecie. Zwolennicy tej idei starali się określić, kto należy do wspólnoty ludów germańskich, a kogo należy od nich odgraniczyć. Za ludy germańskie uznawano oprócz etnicznych Niemców, Austriaków czy Szwajcarów także Holendrów, Fryzów i Skandynawów, a nawet i Anglików, Słoweńców z Karyntii, Walonów, Mazurów, górali podhalańskich. Wyraźnie odróżniano Germanów od Żydów (pangermanizm miał silne tendencje antysemickie), Słowian (antyslawizm) czy ludów romańskich. Wielu pangermanów wiązało kulturę niemiecką z tradycją przedchrześcijańskich barbarzyńców (Germanów, lub węziej, Teutonów) i przeciwstawiało im rzymskie i obce chrześcijaństwo.
Jeden z pierwszych przedstawicieli takiego pangermanizmu, Austriak Georg von Schönerer głosił poglądy wyraźnie antysemickie oraz antykatolickie. Opowiadał się za pangermanizmem pod przewodem dynastii Hohenzollernów i wzywał do zerwania z Rzymem („Los von Rom”) utożsamianym z obcą Germanom kulturą łacińską.
Poglądy pangermańskie były szeroko rozpowszechnione i podzielało je wielu polityków, twórców kultury i naukowców. Do pisarzy politycznych rozwijających pangermanizm zaliczyć można ekonomistę Friedricha Lista, historyka Heinricha von Treitschke, statystyka i przewodniczącego Związku Wszechniemieckiego Ernsta Hassego, Heinricha Claßa, geografa Friedricha Ratzela czy orientalistę Paula de Lagarde.
Wraz z powstaniem zjednoczonego państwa niemieckiego, pangermanizm stał się podstawą zagranicznej polityki ekspansjonistycznej, oraz polityk asymilacyjnych (germanizacji) mniejszości narodowych uznawanych za należące do wspólnoty germańskiej. Od końca XIX w. powstawało wiele organizacji realizujących cele pangermańskie, np. Związek Wszechniemiecki (1891), Hakata (1894) czy Bund Deutscher Osten (1933). Żądanie „zjednoczenie w jednym państwie wszystkich ludów pochodzenia germańskiego” nie ograniczało się jedynie do terenów, gdzie ludność niemiecka była większością, lecz dotyczyło także terenów, gdzie Niemcy byli mniejszością. Na tych obszarach nad rodzimą ludnością władzę miała sprawować mniejszość niemiecka, planowano też stopniową redukcję grup etnicznych nie-niemieckiego pochodzenia poprzez czystki etniczne i osadzanie kolonistów niemieckich. Te ekspansjonistyczne idee wsparte były rozbudowaną doktryną geopolityczną. Niemcy powinni stale poszerzać swoje terytorium, zapewniając sobie odpowiednią przestrzeń życiową (Lebensraum). Ekspansja ta musi takze wykroczyć poza Europę (np. kolonie niemieckie), gdyż jest wyrazem żywotności narodu, zapewnia jego pomyślność i potwierdza jego światowe posłannictwo.
Poglądy związane z pangermanizmem były jednym z dominujących czynników kształtujących politykę i cele Niemiec podczas I wojny światowej, a także istotnym źródłem inspiracji politycznych niemieckiego ruchu nazistowskiego i Adolfa Hitlera.